# Kim Efert
Kim Efert (* 1974 in Detmold) ist ein deutscher Jazzgitarrist, der auch mit Welt- und improvisierter Musik hervorgetreten ist.

## Wirken
Efert studierte an der Hochschule für Musik und Tanz Köln bei Werner Neumann und Frank Haunschild Jazzgitarre und Musikpädagogik. Er arbeitete mit dem Mundharmonikaspieler Carlos del Junco sowie u. a. mit Arve Henriksen, Samuel Rohrer und Mike Herting, war aber auch als Theatermusiker tätig. Auch tourte er mit Annamateur.
Seit Anfang 2010 lebt Efert in Berlin. Seine aktuellen Projekte sind das Jazz-Weltmusik-Quartett East Affair und  das Trio Kim3, mit denen er international tätig ist. Er ist als Musiker auf den Hörbüchern »Die Vermessung der Welt« von Daniel Kehlmann, »Der kleine Nick« sowie dem Hörspiel »Der Hund Bello« zu hören. Weiterhin wirkte er bei der Filmmusik des Kinofilmes Soundless Wind Chime von Kit Hung sowie der Fernsehserie Wilsberg mit.
Seit dem Sommer 2014 hat er einen Lehrauftrag für Jazzgitarre an der Hochschule für Musik Detmold.

## Preise und Auszeichnungen
Mit dem Ensemble East Affair ist Efert Preisträger des Bundeswettbewerbs Creole 2009 und Preisträger des NRW-Wettbewerbs Creole 2008.

## Diskographische Hinweise
- Kim3 Beamer (Konnex Records 2009, mit Peter Ehwald, Max Andrzejewski)
- East Affair Veselo Muziko (WDR France 2011, mit Jura Wajda, Fedor Ruskuc, Fehti Ak)[2]
- Kim3 What You Hear Is What You Hear (Unit Records 2014)